# Околи, Калеб
Мемех Калеб Околи (итал. Memeh Caleb Okoli; род. 13 июля 2001, Виченца, Венеция) — итальянский футболист нигерийского происхождения, центральный защитник английского клуба «Лестер Сити».

## Клубная карьера
Околи — воспитанник клубов «Виченца» и «Аталанта». В начале 2020 года он был включён в заявку команды на сезон последних. Летом того же года Околи для получения игровой практики на правах аренды перешёл в СПАЛ. 21 ноября в матче против «Пескары» он дебютировал в итальянской Серии B. 10 апреля 2021 года в поединке против «Лечче» Калеб забил свой первый гол за СПАЛ. Летом 2021 года Околи на правах аренды перешёл в «Кремонезе». 22 августа в матче против «Лечче» он дебютировал за новый клуб. По окончании аренды Калеб вернулся в «Аталанту». 13 августа в матче против «Сампдории» он дебютировал в итальянской Серии A.